# Эмирейтс (футбольный клуб)
«Эмирейтс» (араб. نادي الإمارات الثقافي الرياضي‎) — эмиратский футбольный клуб из города Рас-эль-Хайма. Образован в 1969 году. Домашние матчи проводит на арене «Эмирейтс Клаб Стэдиум», вмещающей 10 000 зрителей. В настоящий[какой?] момент выступает в Футбольной лиге ОАЭ, единственной профессиональной лиге ОАЭ. В 2010 году добился наибольшего успеха в своей истории, выиграв Кубок ОАЭ. Этот успех дал право «Эмирейтс» принять участие в розыгрыше Азиатской Лиги чемпионов сезона 2011 года.

## Достижения

Прежний логотип «Эмирейтс»

- Обладатель Кубка ОАЭ: 2010.
- Обладатель Суперкубка ОАЭ: 2010.